# René Danen

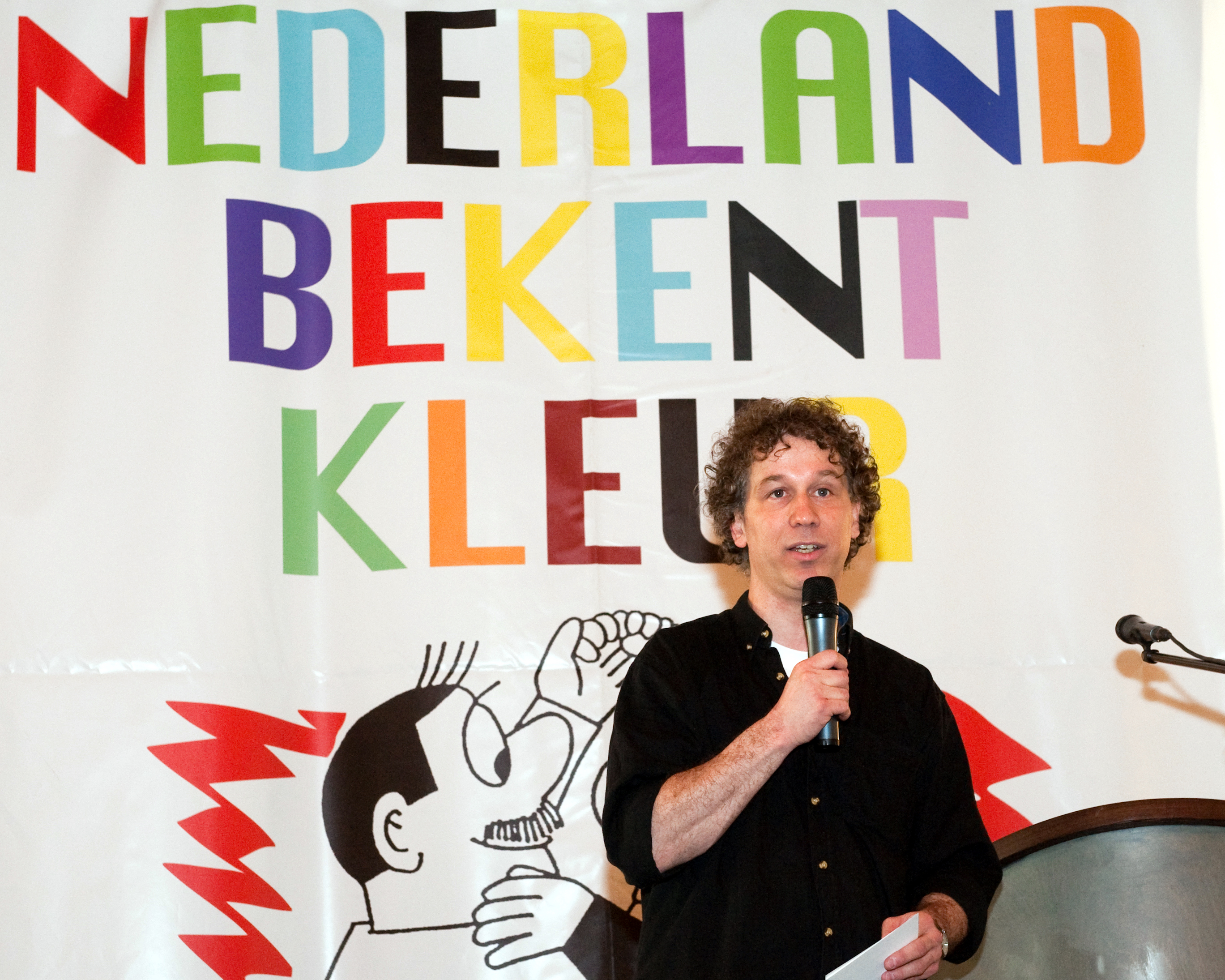
René Danen en Nederland Bekent Kleur

Marinus (René) Danen (Schaijk, 10 december 1967) is een Nederlands activist en voormalig bestuurder van maatschappelijke organisaties. Hij was voorzitter van de Landelijke Studentenvakbond en de activistische organisaties Keer het Tij, Nederland Bekent Kleur en het Nederlands Sociaal Forum.
Daarnaast was Danen gemeenteraadslid in Nijmegen en Amsterdam namens respectievelijk De Groenen en Amsterdam Anders/De Groenen. Voorts was hij columnist bij de VARA-website Joop.nl en voorzitter van het ledenparlement van de FNV.

## Studentenbeweging
Danen kwam voor het eerst in het nieuws in 1990. Toen de Nijmeegse universiteit een week bezet werd trad hij bij onderhandelingen met het universiteitsbestuur over studenteninspraak op als bestuurder van de Nijmeegse studentenbond AKKU.

## Antiracismebeweging
Danen was een van de oprichters en dagelijks bestuurder van de organisatie Nederland Bekent Kleur. In 1992 en 1993 organiseerde hij op 21 maart (de VN-dag tegen racisme) manifestaties tegen racisme op het Museumplein in Amsterdam. Danen organiseerde voor het platform ook het bezoek van de Franse presidentsvrouw Danielle Mitterrand aan Nederland om het Paspoort Tegen Racisme te presenteren aan vicepremier Wim Kok. Samen met een aantal jongerenorganisaties nam Danen in 1992 het initiatief tot een herdenking van de Kristallnacht in Nederland, een herdenking die daarna een aantal jaren jaarlijks plaatsvond.
Naar aanleiding van een oproep van Doekle Terpstra in Trouw nam Danen in december 2007 namens Nederland Bekent Kleur het initiatief om een beweging te starten tegen het gedachtegoed van de PVV van Geert Wilders.

## Milieubeweging
Danen werd na 1996 actief in de landelijke milieubeweging en introduceerde in 1999 namens Milieudefensie de Autovrije Dag in 54 steden in Nederland waaronder de Amsterdamse binnenstad. Hij was tot 2001 als projectleider bij de Autovrije Zondag betrokken.

## Politiek
In Nijmegen was Danen tot 1996 fractievoorzitter in de gemeenteraad voor De Groenen (deze fractie viel in 1999 uiteen in 'Stadspartij' en 'Fractie Van der Meer'). Hij zat van 1998 tot 2003 in de gemeenteraad van Amsterdam namens de partij Amsterdam Anders/De Groenen. Hij steunde in die tijd onder meer het comité dat een verblijfsvergunning wist te verwerven voor honderden zogenoemde witte illegalen. Hij kwam tijdens zijn raadswerk ook in de publiciteit door zijn verzet tegen Pim Fortuyn, waarbij hij de ideeën van Pim Fortuyn met die van Filip Dewinter en Jörg Haider vergeleek. Bij het koninklijke huwelijk van Willem Alexander en Máxima Zorreguieta het jaar daarna protesteerde hij als raadslid tegen de aanwezigheid van Jorge Zorreguieta bij het huwelijk in Amsterdam.
Danen was enige tijd verbonden aan het Instituut voor Publiek en Politiek (IPP) waar hij zich onder meer bezighield met de Europese verkiezingen van 2004. In 1997, vlak voor de Eurotop in Amsterdam, nam hij samen met het IPP het initiatief tot een oproep in een advertentie door 150 wetenschappers en maatschappelijke sleutelfiguren die pleitten voor een referendum over het Verdrag van Amsterdam.
Danen werd in 2009 lid van GroenLinks omdat hij vond dat "de grote aanhang voor het gedachtegoed van de PVV vraagt om een partij-politiek antwoord". Voor deze partij werd hij in september 2009 kandidaat-partijbestuurslid. Danen trok zich echter vlak voor de verkiezingen terug. Zijn kandidatuur kreeg kritiek van onder andere partijvoorzitter Henk Nijhof. Volgens Nijhof tornde Danen aan de vrijheid van meningsuiting. Hij noemde als voorbeeld onder andere het proces Geert Wilders. GroenLinks Tofik Dibi stelde dat de Tweede Kamerfractie van de partij een open debat wilde voeren met Wilders en niet zoals Danen hem de mond wilde snoeren.

## Andersglobaliseringsbeweging
Na zijn raadslidmaatschap werd Danen coördinator van platform Keer het Tij, een bundeling van 575 maatschappelijke organisaties. Als coördinator van het platform organiseerde hij jaarlijks rond Prinsjesdag een grote demonstratie tegen de kabinetten-Balkenende. Op 2 oktober 2004 opende Danen een landelijke demonstratie tegen het kabinet-Balkenende II in Amsterdam met een toespraak waarin hij namens het platform Keer het Tij de oproep deed: "Dit kabinet moet worden afgezet".
Danen was begin 2004 een van de initiatiefnemers van het eerste Nederlands Sociaal Forum (NSF), een bijeenkomst van het wereldwijde netwerk van de andersglobaliserings-beweging. In 2006 was hij projectleider van het tweede NSF in Nijmegen, een driedaagse conferentie over racisme, milieu en armoede waar drieduizend mensen deelnamen aan 150 debatten, filmvoorstellingen en optredens.